# 内马尼亚·亚历山德罗夫
内马尼亚·亚历山德罗夫（1987年4月10日—），塞尔维亚男子篮球运动员。他曾代表塞尔维亚国家队参加2007年国际篮联欧洲锦标赛，结果队伍止步小组赛阶段。